# Zelda's Adventure

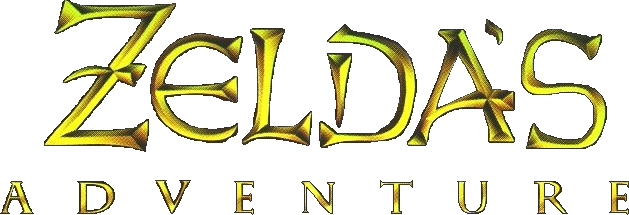
Logo

Zelda's Adventure is een spel voor de Philips Cd-i. Uitgebracht in 1995 is het het laatste Zelda spel dat uitgebracht is op dit systeem. Zelda's Adventure is qua gameplay en graphics geheel anders dan zijn twee voorgangers Zelda: The Wand of Gamelon en Link: The Faces of Evil.
Met Zelda's Adventure probeerden de ontwikkelaars dichter bij de originele spelopzet te blijven. Het spel werd bekeken van bovenaf, net zoals de klassieke Legend of Zelda spellen. Ook was de gameplay weer zoals eerdere spellen; op een grote overworld zijn verschillende kerkers geplaatst, die de hoofdrolspeler moet zien te overwinnen.
Ondanks alle veranderingen ten opzichte van zijn voorgangers, viel dit spel ook niet in de smaak bij Zelda fans. De laadtijden tussen de verschillende schermen waren erg lang, soms wel 4 tot 5 seconden. Ook de graphics, de voice-acting, en de frustrerende moeilijkheidsgraad waren reden tot kritiek. Het wordt door de fans én door Nintendo ook niet herkend als een spel uit de officiële Zelda reeks.
Er zijn niet veel exemplaren van dit spel gemaakt, daardoor is het nu een van de meest zeldzame Zelda spellen. 